# Acquitted (film, 1929)

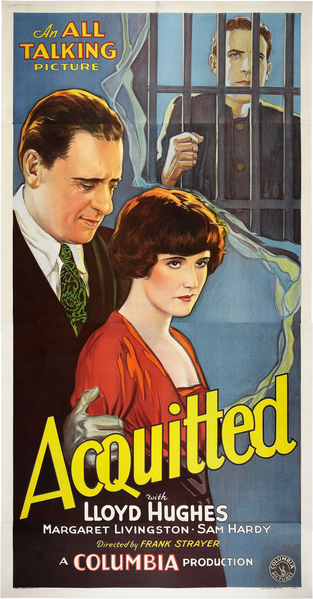
Affiche du film.

Pour les articles homonymes, voir Acquitted.
Acquitted est un film américain réalisé par Frank R. Strayer, sorti en 1929.

## Synopsis
Marian est envoyée en prison pour un crime qu'elle n'a pas commis. Elle y rencontre un autre détenu, le Dr Bradford, lui aussi condamné à tort pour un meurtre. Marion croit en son innocence et en tombe amoureuse. Bradford lui dit que c'est Egan qui l'a piégé. Pendant ce temps, Egan est tombé amoureux de Marian et, lorsque Marian est libérée sur parole, il commence à la courtiser. Elle accepte ses avances, espérant obtenir les informations dont elle a besoin pour libérer Bradford. Cependant, Egan est averti de ses intentions par des associés qui sont toujours en prison. Lorsqu'Egan confronte Marian, elle admet son plan, mais avoue à Egan son amour pour Bradford.

## Fiche technique
- Réalisation : Frank R. Strayer
- Scénario : Keene Thompson
- Producteur : Harry Cohn
- Photographie : Ted Tetzlaff
- Montage : David Berg
- Genre : Mélodrame[1]
- Production : Columbia Pictures
- Distributeur : Columbia Pictures
- Durée : 7 bobines
- Date de sortie : 15 novembre 1929

## Distribution
- Lloyd Hughes : Dr. Bradford
- Margaret Livingston : Marian
- Sam Hardy : Egan
- Charles West : McManus
- George Rigas : Tony
- Charles C. Wilson : Nelson
- Otto Hoffman : Smith
- Erville Alderson : Prison Warden